# 36. østlige længdekreds
Den 36. østlige længdekreds (eller 36 grader østlig længde) er en længdekreds, der ligger 36 grader øst for nulmeridianen. Den løber gennem Ishavet, Europa, Asien, Afrika, det Indiske Ocean, det Sydlige Ishav og Antarktis.